# Witness Mangwende
Witness Pasichigare Magunda Mangwende (* 15. Oktober 1946 in Buhera, Manicaland, Südrhodesien; † 26. Februar 2005 in Harare, Simbabwe) war ein simbabwischer Politiker und unter anderem langjähriger Außenminister, der zu den am wenigsten umstrittenen Ministern in den Regierungen von Präsident Robert Mugabe gehörte.

## Leben
Nach dem Schulbesuch absolvierte Mangwende ein Studium an der University of Zimbabwe und engagierte sich dort als einer der Führer der Studentenbewegung. Später belegte er ein Studium im Fach Internationale Beziehungen an der Universität London und schloss dieses mit einem Doctor of Philosophy (Ph.D.) ab.
Mangwende wurde 1981, bereits ein Jahr nach der Unabhängigkeit von Großbritannien am 18. April 1980, Nachfolger von Simon Muzenda als Außenminister Simbabwes. Dieses Amt bekleidete er sieben Jahre lang bis zu seiner Ablösung durch Nathan Shamuyarira 1988.
Anschließend übernahm er 1988 das Amt des Ministers für Information, Post und Telekommunikation und wurde nach einer erneuten Umbildung der Regierung von Präsident Mugabe 1990 Minister für Ländereien, Landwirtschaft und ländliche Besiedlung. 1992 ernannte ihn Mugabe bei einer neuerlichen Kabinettsumbildung zum Minister für Bildung und Kultur, ehe er zuletzt zwischen 1995 und 1997 Minister für Sport, Erholung und Kultur war. Nachdem Mangwende mehrere Jahre kein Ministerposten innegehabt hatte, wurde er 2002 von Präsident Mugabe zum Minister für Verkehr und Kommunikation berufen und gehörte dem Kabinett in dieser Funktion bis 2004 an.
Während seiner achtzehnjährigen Regierungszugehörigkeit galt er als einer der am wenigsten umstrittenen Ministern in dem Kabinett Mugabes.
Zuletzt wurde Mangwende 2004 Provinzgouverneur von Harare und behielt dieses Amt bis zu seinem Tod 2005.